# نيكولا دراغيشيفيتش
نيكولا دراغيشيفيتش هو لاعب كرة قدم صربي في مركز الدفاع، ولد في 26 مارس 1988 في بلغراد في صربيا. شارك مع منتخب صربيا تحت 19 سنة لكرة القدم. أما مع النوادي، فقد لعب مع نادي بارتيزان ونادي تشوكاريتشكي.